# René Maublanc
Pour les articles homonymes, voir Maublanc.
René Maublanc, né le 17 juillet 1891 à Nantes et mort le 20 janvier 1960 à Paris, est un philosophe marxiste et membre du Parti communiste français.

## Biographie
Issu de la moyenne bourgeoisie républicaine, fils de Georges Maublanc, avocat, puis professeur de droit, et d'une propriétaire, René Maublanc suit des études qui le conduisent à l’École normale supérieure en 1911, où il obtient l'agrégation de philosophie en 1919, après deux ans passés dans les services auxiliaires de l'armée, ayant été réformé.
Pendant ses études à l'ENS, il se lie avec Marcel Étévé avec qui il correspond très régulièrement pendant la Première Guerre mondiale, jusqu'à la mort de celui-ci en juillet 1916. Une trentaine de lettres (adressées à « René M. ») sont reproduites dans les Lettres d’un combattant (août 1914-juillet 1916), ouvrage qui reprend la correspondance de Marcel Étévé publié par le secrétaire général de l'ENS Paul Dupuy. Il signe la biographie de son ami dans l'Anthologie des Écrivains Morts à la Guerre - 1914-1918.
Engagé au sein de la Ligue des droits de l'homme, il est en 1917 secrétaire de la section d'Epernay, ville où il est affecté comme professeur d'histoire et géographie, avant d'être nommé à la rentrée 1919 à Bar-le-Duc. Il s'engage alors dans le syndicalisme enseignant et recommande l'affiliation à la CGT, ce qui lui vaut un déplacement à Alger pendant un an.
Affecté à Reims en 1921, il reçoit l'année suivante une nouvelle sanction de la part de l'inspecteur d'académie pour activité syndicale. Il obtient cependant à cette date un poste de secrétaire-archiviste au Centre de documentation sociale de l'École normale supérieure. Il valorise alors le fonds des archives de Charles Fourier, en publiant en 1924 sa Hiérarchie du cocuage.
Pendant cette période où il tente en vain d'obtenir un détachement comme permanent de la fédération nationale des syndicats de fonctionnaires, il poursuit ses travaux. En 1926, il publie avec Leila Holterhoff Heyn un ouvrage sur la découverte du monde visuel par une aveugle, puis, en 1927, un roman pour enfant, Déradji fils du désert, suivi en 1929 par un autre, Yvonne au pays de Déradji, tous deux inspirés de son séjour en Algérie.
En 1927, il obtient un poste de professeur de philosophie à l'École alsacienne, mais sa participation à la grève du 12 février 1934 fait que la direction de l'école demande son départ. Il obtient alors un poste au lycée de Beauvais, qu'il occupe deux ans, avant de revenir à Paris, au lycée Henri-IV, en 1936.
Il poursuit son activité littéraire, publiant en 1929 les œuvres poétiques de Georges Chennevière. Jusqu'à la guerre, il continue de publier à la fois des ouvrages de fiction, des travaux littéraires, et des textes politiques. Il collabore aussi activement à la Revue de Paris, devient le secrétaire d'Ernest Lavisse, mais, surtout, est extrêmement actif au sein d'un groupe d'intellectuels marxistes, proches du Parti communiste, qui cherchent à diffuser la pensée marxiste. La plupart sont, comme Maublanc, membre du Cercle de la Russie neuve, devenue Association pour l'étude de la culture soviétique. On y trouve notamment Paul Langevin, Henri Wallon, Marcel Prenant, Marcel Cohen, Georges Cogniot et Jean Baby. 
Membre de l'Association des écrivains et artistes révolutionnaires (AEAR), il dénonce notamment, dans la revue Commune, l’esprit de « capitulation devant le fascisme » après les accords de Munich. Il adhère au Comité de vigilance des intellectuels antifascistes et fustige dans un pamphlet intitulé « Le Pacifisme et les intellectuels », le « pacifisme intégral » de ceux qui venaient de prendre la direction du comité, poussant dans la minorité les communistes et sympathisants du Parti communiste.
Témoin de la défense lors du procès intenté en mars 1940 contre les députés communistes — il déclare : « Comme moraliste, j’ai la plus grande admiration pour leur personne ; comme philosophe, j’ai une admiration profonde pour la doctrine marxiste. » —, il est inquiété pendant l'Occupation. Attaqué par le journal collaborationniste Je suis partout, convoqué par le ministre vichyste Carcopino, il n'écope d'abord que d'un blâme avant d'être finalement révoqué en octobre 1942. 
Il entre alors dans la Résistance active. Directeur de l'Université Libre à l'automne 1943, après l'exécution des fondateurs de cette publication, Georges Politzer, Jacques Decour et Jacques Solomon, il rejoint ensuite le comité national du Front national universitaire. Il assure aussi à la même époque la fonction de rédacteur en chef de La Pensée libre, titre donné à la revue La Pensée dans la clandestinité. Il adhère alors au Parti communiste,.
À la fin de la guerre, il œuvre aussi à l'unification du syndicalisme enseignant du secondaire, participant aux discussions qui conduisent à la naissance du SNES.
Brièvement chef de cabinet d'Henri Wallon, nommé à la Libération secrétaire général du ministère de l'Éducation nationale, il reprend ensuite son poste au lycée Henri-IV. 
Son investissement principal se fait alors au sein de la revue La Pensée, renouvelée, dont il est, sous la direction de Georges Cogniot, le secrétaire de rédaction.
Cette tâche, ajoutée à ses cours, l'occupe à temps plein jusqu'à sa mort en 1960, d'une crise cardiaque, à l'âge de 68 ans.
En 2021, la bibliothèque Ulm-SHS de l'ENS-PSL acquiert 400 pièces d'archives de René Maublanc retrouvées dans son appartement de la rue Monsieur-le-Prince (Paris). 16 000 pièces étaient proposées à la vente. La bibliothèque de la Sorbonne en a pour sa part acquis 2 800.

## Publications

### Ouvrages
- Cent haï-kaï, Maupré, Le Mouton blanc, 1924
- Derradji, fils du désert, Larousse, 1927
- Yvonne au pays de Derradji, Larousse, 1929
- La Philosophie du marxisme et l'enseignement officiel, Les Cahiers de contre-enseignement prolétarien, 5e année, no 19, juillet 1935
- Bébert et le jeune châtelain, Éditions sociales internationales, 1935
- Le Pacifisme et les intellectuels, Publications du Comité mondial contre la guerre et le fascisme, 1936
- La Société et les classes, Paris, Bureau d'Editions, 1936-1937
- A la lumière du marxisme : socialisme utopique et socialisme scientifique, Association pour l'étude de la culture soviétique, 1938
- La France en péril, Paris, Editions de Paix et Liberté, 1938
- Esquisse d'une morale républicaine : notes d'instruction civique pour la renaissance française, Paris, La Bibliothèque française, 1945
- Le Marxisme et la liberté, Paris, Éditions Sociales, 1945
- Les Problèmes de la liberté, Paris, 1947

### Ouvrages en collaboration
- Une éducation paroptique : la découverte du monde visuel par une aveugle, avec Leïla Holterhoff Heyhn, Gallimard, 1926
- Cours de marxisme : première année, 1935-1936 : les classes, l'égalité, la liberté, l'État, l'individu, socialisme et communisme, avec Jean Baby et Georges Politzer, Paris, Bureau d'éditions, 1936
- Fourier, avec Félix Armand, Paris, Éditions sociales internationales, 1937
- Paul Langevin, avec René Lucas, Paris, Union rationaliste, 1953
- Philosophies d'aujourd'hui, avec René Held, Paris, 1959

### Éditions critiques, préfaces et introductions
- Charles Fourier,  Hiérarchie du cocuage, Éditions du Siècle, 1924. Présentation de René Maublanc.
- Georges Chennevière, Œuvres poétiques, Gallimard, 1929. Préface de Jules Romains. Introduction par André Cuisenier et René Maublanc.
- Henri Druart, Pincements de cordes. 288 haïkaï en 24 séries, Reims, éditions du Pampre, 1929. Préface de René Maublanc.
- Georges Chennevière, Le Cycle des fêtes, présenté par André Cuisenier et René Maublanc, Editions du Sablier, 1940.
- Euripide, Pensées, J. Haumont, 1943. Avant-propos par Paul-Louis Couchoud et René Maublanc.
- Anatole France et le rationalisme, Les Cahiers rationalistes, 1945.